# Briefwechsel über die Gültigkeit der anglikanischen Weihen 1896/1897
Der Briefwechsel über die Gültigkeit der anglikanischen Weihen in den Jahren 1896/1897 besteht aus dem in Form einer päpstlichen Bulle erlassenen apostolischen Schreiben Apostolicae curae vom 13. September 1896, mit dem Papst Leo XIII. die anglikanischen Weihen von Bischöfen und Priestern aus römisch-katholischer Sicht wegen Formmangels und fehlender Intention für ungültig und unwirksam erklärte, und dem Schreiben Saepius officio vom 19. Februar 1897 der Erzbischöfe von Canterbury und York, Frederick Temple und William Dalrymple Maclagan, an den Papst, das die offizielle Antwort der anglikanischen Kirche enthält.

## Vorgeschichte
Die Gültigkeit der anglikanischen Weihen war von der römisch-katholischen Kirche schon wenige Jahrzehnte nach der Kirchenspaltung noch im 16. Jahrhundert bestritten worden. Die vorwiegend kirchenpolitisch motivierten Verurteilungen wurden mit fehlender Klarheit bestimmter eucharistischer Aussagen in dem von König Eduard VI. erstmals eingeführten Ordinale, das den Ritus für die Weihen in der Kirche von England enthielt, begründet. Allerdings blieb die Frage lehramtlich letztlich ungeklärt und umstritten und führte verschiedentlich zu Diskussionen und Kontroversen. So hatten in den 1720er Jahren zwei anonyme Buchveröffentlichungen von Pierre François Le Courayer, denen der Dominikaner Michel Le Quien und andere widersprachen, in Paris eine heftige Kontroverse ausgelöst, ohne dass es zu einer päpstlichen Entscheidung kam. Bücher, die sich für die Gültigkeit der anglikanischen Weihen einsetzten, wurden allerdings verboten.
In den 1890er Jahren wurde vom Papst eine theologische Untersuchungskommission eingesetzt, die das Problem der Gültigkeit der anglikanischen Weihen aus katholischer Sicht endgültig klären sollte. Ihr gehörte unter anderem der Benediktiner und Kirchenhistoriker Francis Aidan Gasquet an. Ihre Ergebnisse wurden in dem Brief Apostolicae curae et caritatis des Papstes vom 13. September 1896 formuliert (Denzinger 3315–3319), der lehramtlichen Charakter hat. Obwohl in dem Schreiben behauptet wird, die Entscheidung habe lange festgestanden, waren die Meinungen unter den Theologen im Vorfeld geteilt.
Unmittelbarer Anlass für die Untersuchung war der Austausch zwischen dem französischen Lazaristen und Frühökumeniker Abbé Portal (1855–1926) und Lord Halifax (1839–1934), dem Präsidenten des anglokatholischen Rechtsschutzvereins Church Union, die sich seit 1889 kannten. Portal hatte 1892 vorgeschlagen, die Anerkennung der Gültigkeit der anglikanischen Weihen durch die katholische Kirche könne ein erster Schritt zur Wiedervereinigung der Kirchen sein. Halifax hielt die Idee zwar für unrealistisch, willigte aber in eine Kampagne ein, da sie seinen Zielvorstellungen entsprach, die er seit langem zusammen mit einem ihm nahestehenden Kreis anglikanischer Priester innerhalb der hochkirchlichen Priestervereinigung Society of the Holy Cross verfolgt hatte, die sich am Vorbild der katholischen Lazaristen aus Frankreich orientierten und für die rituelle Rekatholisierung der Kirche von England einsetzten. Die englischen römisch-katholischen Bischöfe waren ebenso wie die nicht-ritualistischen anglikanischen Kirchenvertreter strikt gegen die Idee, allerdings fanden die Befürworter der Anerkennung Unterstützung bei einflussreichen Theologen der päpstlichen Kurie in Rom sowie einzelnen anglikanischen Bischöfen.

## Argumentation inApostolicae curae
Der Argumentation Leos XIII. zufolge haben die anglikanischen Bischöfe die apostolische Sukzession verloren, weil die Bischofsweihe in der Kirche von England nicht ununterbrochen mit der Intention der Kirche gespendet worden sei. Belegt wird dies insbesondere mit der bei anglikanischen Priesterweihen verwendeten Formel „empfange den Heiligen Geist“, die die Absicht der Kirche nur ungenügend zum Ausdruck bringe. Dies gelte auch für die später um Zusätze wie „für das Amt und die Tätigkeit des Priesters“ beziehungsweise „für das Amt und das Werk des Bischofs“ ergänzten Formulare.
Da die Intention innerlich ist, kann sie laut Apostolicae curae nur insoweit beurteilt werden, wie sie nach außen in Erscheinung tritt. Da nun von den Anglikanern der Weiheritus der katholischen Kirche absichtlich geändert worden sei, dürfe angenommen werden, dass bei ihnen nicht die Absicht bestand, „zu tun, was die Kirche tut“.
Im Ergebnis dieser Argumentation verkündete der Papst den Adressaten die abschließende Entscheidung der Kirche, „dass die Weihen, die nach dem Anglikanischen Ritus gespendet worden sind, absolut nichtig und gänzlich ungültig sind (…). Wir ordnen an, dass dieses Schreiben mit allem, was darin enthalten ist, zu keiner Zeit angefochten oder ihm widersprochen werden darf (…).“
Der Textentwurf zu Apostolicae curae stammt von dem damals 30-jährigen Priester und späteren Kardinalstaatssekretär unter Pius X., dem in England aufgewachsenen spanischen Priester Rafael Merry del Val, der als Sekretär der Untersuchungskommission fungierte.

## Argumentation inSaepius officio
Das Schreiben der Erzbischöfe von York und Canterbury macht hiergegen geltend, auch in der Hippolyt von Rom (2./3. Jahrhundert) zugeschriebenen Traditio Apostolica sei kein expliziter Bezug auf die Tätigkeit des Priesters als Vorsteher der Eucharistiefeier enthalten, sondern nur auf „die Gebete, die er Tag und Nacht vor Gott herantragen wird“, sowie auf seine Vollmacht zur Vergebung der Sünden. Träfe die Argumentation Leos XIII. zu, so müsste die apostolische Sukzession schon zu diesem Zeitpunkt und somit für das gesamte Christentum und nicht nur für den Anglikanismus erloschen sein. Wenn Leo XIII. sich in dieser Sache auf das Konzil von Trient berufe, müsste er sich nach Meinung der Anglikaner auch selbst von dem Urteil des Konzils richten lassen. Entweder sei das Urteil des Konzils richtig, und dann seien auch die frühchristlichen Weihen ungültig gewesen, oder das Urteil des Konzils dürfe nicht in dieser Frage herangezogen werden.
Die Erzbischöfe von York und Canterbury bemängelten ferner, Leo XIII. habe die Intentionen, die im Vorwort zu dem unter Edward VI. eingeführten Weiheritus genannt sind, außer Acht gelassen. Sie erklärten, auch die Riten der römischen Kirche seien nicht einheitlich. Die Einführung eines neuen Ritus sei daher zulässig, zumal dies zu den Freiheiten der Ortskirchen gehöre und nicht „vom Wohlwollen Roms“ abhänge. Die angeblichen „Neuerungen“, die in England im 16. Jahrhundert eingeführt wurden, ließen Bräuche der frühchristlichen Kirche wieder aufleben, die in der römischen Praxis verloren gegangen seien. Dies, und nicht die Abkehr vom Brauch der Kirche Jesu Christi, seien die Absichten, die im anglikanischen Ritus des 16. Jahrhunderts zum Ausdruck kämen.
Die liturgiegeschichtliche Argumentation von Saepius officio wurde durch den Gottesdiensthistoriker und anglikanischen Priester Frank Edward Brightman erarbeitet.